# Wilhelm Hansen
Wilhelm Hansen (4 marzo 1895 – 2 aprile 1974) è stato un calciatore norvegese, di ruolo centrocampista.

## Carriera

### Club
Hansen giocò con la maglia del Larvik Turn.

### Nazionale
Conta 2 presenze per la Norvegia. Esordì il 14 settembre 1913, nel pareggio per 1-1 contro la Russia.